# Francesco Spinacino
Francesco Spinacino (Fossombrone, XV secolo – Venezia, dopo il 1507) è stato un liutista e compositore italiano.
Nato nella seconda metà del XV secolo, di lui non si hanno notizie biografiche. Trascorse probabilmente un certo periodo della sua vita a Venezia, dove il conterraneo e amico Ottaviano Petrucci pubblicò le sue opere per liuto.

## Opere

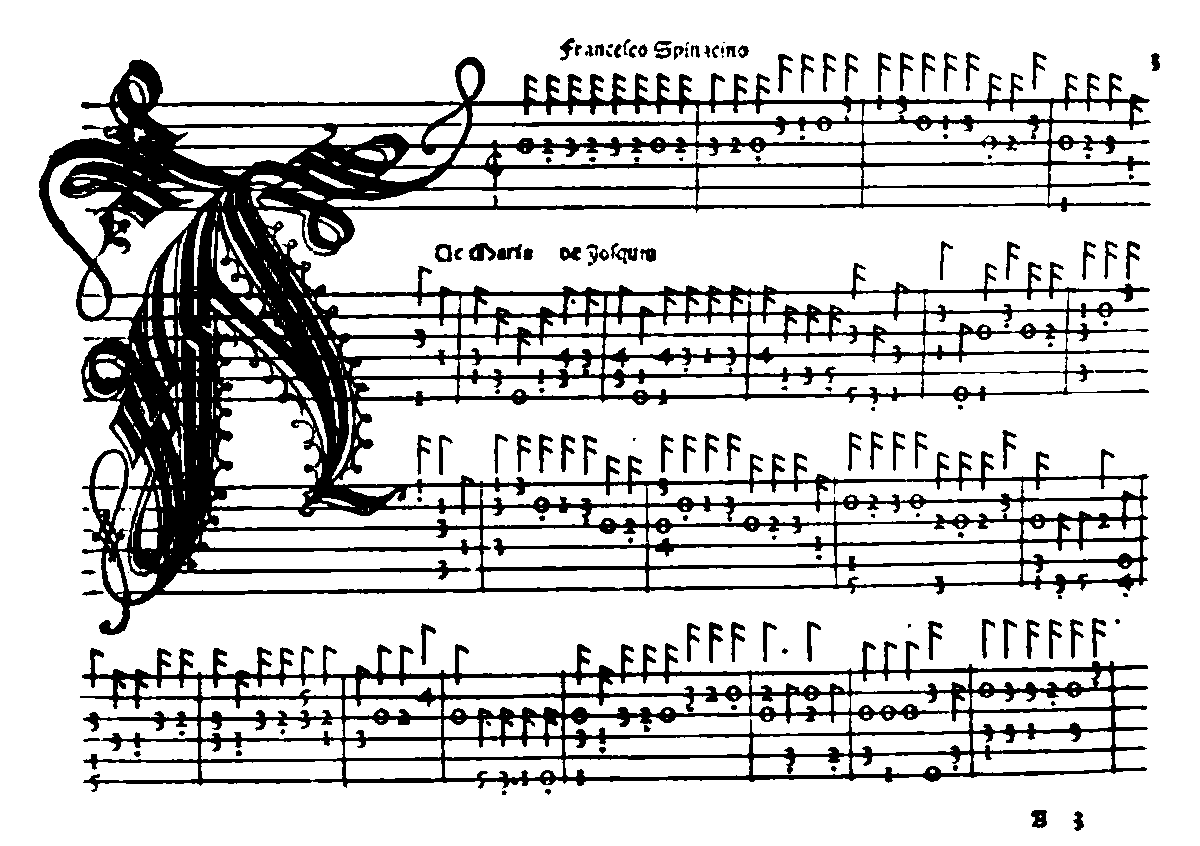
Prima pagina dellIntabolatura de lauto libro primo (1507) di Francesco Spinacino

Tutte le intavolature per liuto pubblicate da Spinacino (primi documenti a stampa musicale per un solo strumento) sono per liuto solo, ad eccezione di cinque trascrizioni, dal Libro I e di una del Libro II, che sono per 2 liuti. Il sistema di intavolatura è quello italiano; l'accordatura dello strumento è quella normale, tranne che nel caso della trascrizione di due chansons nel Libro II, per le quali è prescritta la scordatura della sesta corda. I ricercari, simili ai contemporanei preludi per organo tedeschi, sono di tipo toccatistico, cioè improvvisazioni senza un tema determinato.
Le trascrizioni dei brani polifonici vocali, e in qualche caso polistrumentali, si rifanno principalmente a composizioni pubblicate nelle raccolte di Ottaviano Petrucci (frottole e, in prevalenza, opere di autori franco-fiamminghi).

## Composizioni per liuto
- Intabolatura de lauto Libro Primo (Venezia, 1507; contiene 38 composizioni, tra cui 17 recercari e 21 elaborazioni di brani vocali e una Regula pro illis qui canere nesciunt, anche in italiano).
- Intabolatura de lauto Libro Secondo (Venezia, 1507; contiene 43 composizioni, fra cui 10 recercari, 33 elaborazioni di brani vocali e la citata Regula.)

## Discografia
- Francesco Spinacino Intabolatura de lauto, libro I e II, Massimo Marchese (liuto) (Tactus TC451901)